# Boulevard Gambetta (Colombes)
Pour les articles homonymes, voir Boulevard Gambetta.
Le boulevard Gambetta est une voie de communication située à Colombes, dans le département des Hauts-de-Seine.

## Situation et accès
Orienté d'ouest en est, ce boulevard commence dans le prolongement de l'avenue Audra et se termine dans l'axe de la rue du Progrès.

## Origine du nom
Il doit son nom à Léon Gambetta (1838-1882), homme politique, membre du gouvernement de la défense nationale en 1870, président du Conseil. Cette appellation est antérieure à 1896,.

## Historique

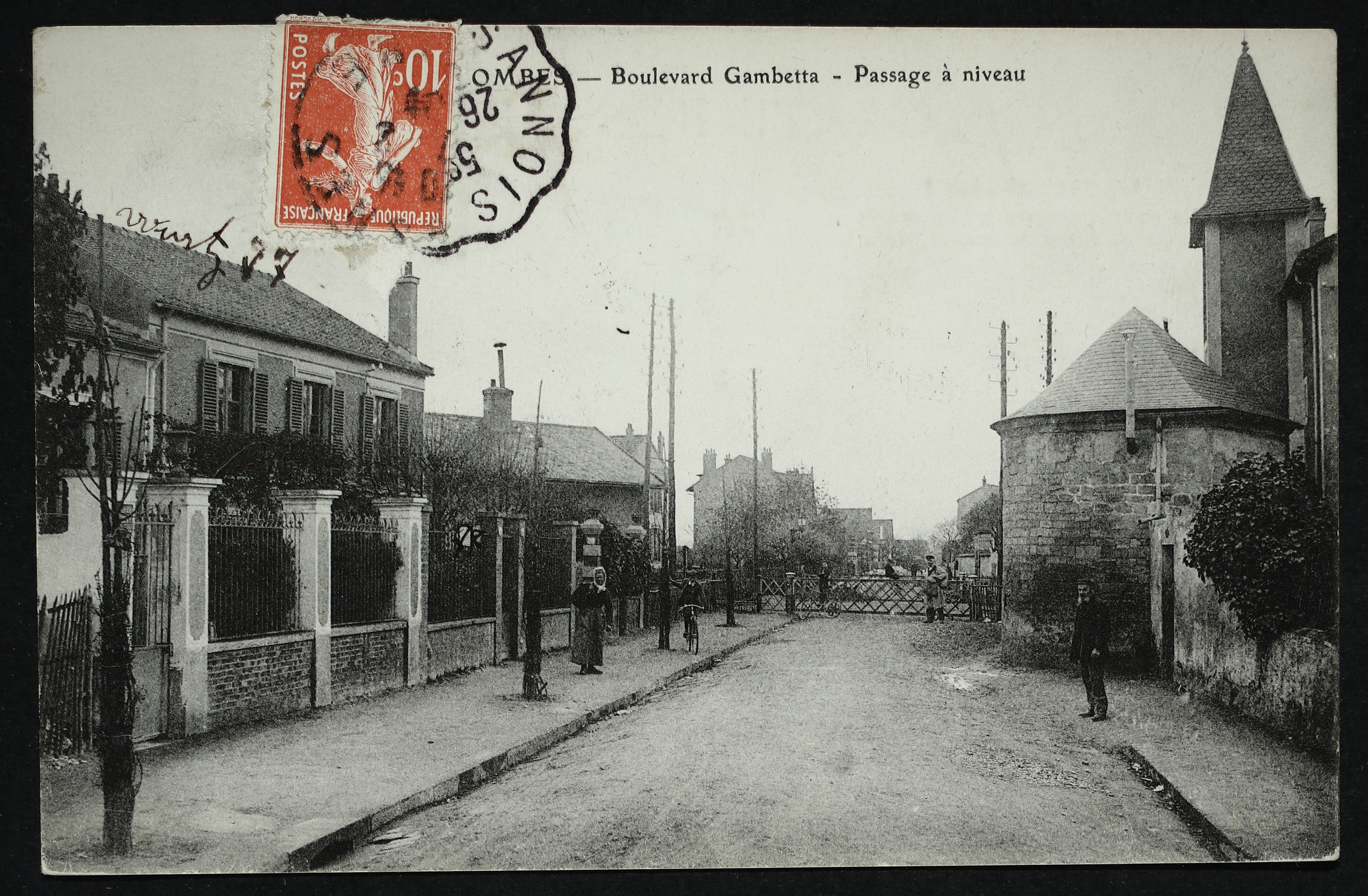
Le passage à niveau du boulevard Gambetta, vers 1910. Vue vers l'est.

Cet ancien axe a été interrompu par la construction de la ligne de Paris-Saint-Lazare à Ermont - Eaubonne en 1837, qui fut tout d'abord franchie par un passage à niveau, auquel fut attribué le no 4.
À la suite, notamment, d'un accident dont fut victime en 1902 un sieur Vuillemenot, tué par un train d'expériences se dirigeant sur Argenteuil, il sera remplacé en 1935 par un viaduc ferroviaire.
Ce viaduc sera rénové en 2014,.

## Bâtiments remarquables et lieux de mémoire
- Ancienne propriété du marquis de Courtanvaux[9].
- L'artiste dramatique Paul Taillade (1826-1898) y demeura[10].